# Tar Pál
Tar Pál (Gyula, 1931. december 23. –) magyar diplomata, bankár.

## Fiatalkora
Hívő római katolikus családban született. Az érettségi megszerzése után a Budapesti Műszaki Egyetem hallgatója lett 1950-ben, de tanulmányait nem tudta folytatni, mert 1951-ben családjával Szikszóra telepítették ki. 1953-ban térhetett vissza Budapestre, különböző fizikai munkákkal tartotta fenn magát.

## Emigrációban
1957-ben távozott Franciaországba, a párizsi Politikatudományi Főiskolán diplomázott 1960-ban. Diplomájának megszerzése után a Banque National de Paris pénzintézetnél kezdett dolgozni, majd 1967-ben kiküldték Brüsszelbe, ahol a bank helyi aligazgatója lett. 1969-ben Hongkongban igazgató-helyettes, majd 1973-ban Los Angelesben igazgatója a banknak. 1977-ben Houstonban a helyi kirendeltség vezérigazgatója lett, majd 1984 és 1991 között a bank párizsi központjában igazgató-helyettes, ekkor tért haza.

## Hazai munkássága
1990-ben Antall József miniszterelnök tanácsadójaként dolgozott, majd 1991-ben Zwack Péter utódjaként Magyarország washingtoni nagykövetévé nevezték ki, ahol 1994-ig szolgált. Ezután a Batthyány Lajos Alapítvány elnökeként dolgozott 1998-ig. 1999-ben Magyarország vatikáni nagykövetévé nevezték ki, majd akkreditálták a Máltai lovagrendhez is, melynek Tar 1998-ban lett tagja. 2002-ben hívták vissza, majd nyugdíjba vonult. 2011-ben megkapta a Magyar Köztársasági Érdemrend középkeresztjét.

## Művei
- In memoriam Antall József. Tanú és szereplő; Kairosz, Bp., 2003
- Többet lát, aki távolabbról néz. Beszélgetések Tar Pállal; riporter Koncz Attila; Szt. István Közhasznú Alapítvány, Zalacsány, 2014